# Mária dán királyné
Mária királyné (dánul: Mary Elizabeth, Dronninge af Danmark, szül. Mary Elizabeth Donaldson Hobart, 1972. február 5. –) Dánia királynéja 2024-től, X. Frigyes dán király felesége.

## Élete
A tasmaniai Hobartban született. A Tasmániai Egyetemen végzett, majd Melbourne-be költözött, és a reklámszakmában helyezkedett el. Később Sydneyben telepedett le.
A 2000. évi nyári olimpiai játékok alkalmával ismerkedett meg Frigyes dán királyi herceggel. 2001-ben Európába költözött, és angol nyelvet tanított Párizsban. 2002-ben Dániába költözött, és Vedbækben helyezkedett el egy informatikai cégnél. 2003. október 8-án jegyezte el Frigyes herceg. Az esküvő 2004. május 14-én volt a koppenhágai székesegyházban.
Első fiuk, Keresztély dán herceg 2005. október 15-én, lányuk, Izabella dán hercegnő 2007. április 21-én született, míg 2011. január 8-án született Vince dán herceg és Jozefina dán hercegnő.

## Fordítás
- Ez a szócikk részben vagy egészben a Mary, Crown Princess of Denmark című angol Wikipédia-szócikk ezen változatának fordításán alapul.  Az eredeti cikk szerkesztőit annak laptörténete sorolja fel. Ez a jelzés csupán a megfogalmazás eredetét és a szerzői jogokat jelzi, nem szolgál a cikkben szereplő információk forrásmegjelöléseként.